# 肥胖秃头蟹
肥胖秃头蟹（学名：Calvactaea tumida）为扇蟹科秃头蟹属的唯一种。分布于日本、澳大利亚西南部以及中国大陆的海南岛等地，生活环境为海水，主要栖息于岩石石岸浅水中。